# Associação Esportiva Jacarezinho
A Associação Esportiva Jacarezinho é um clube brasileiro de futebol. Sua sede está localizada na cidade de Jacarezinho, no estado do Paraná e seu mascote é um jacaré com boné e sua camisa tricolor em vermelho, preto e branco. O local onde manda seus jogos é o Estádio Municipal Pedro Vilela, com capacidade para 4.387 espectadores.
O clube foi fundado em 10 de novembro de 1938 e participou pela última vez do campeonato paranaense da primeira divisão no ano de 1965. Em sua estreia, obteve o vice-campeonato de 1941. Suas melhores campanhas na 1º divisão do campeonato paranaense foram na década de 1950, onde foi por duas vezes vice-campeão do estado. Logo após isso o clube desativou seu departamento.
em 1993 o clube voltou as atividades jogando a Segunda Divisão Ficando na terceira posição e não conquistando o acesso para o campeonato paranaense, o que fez a equipe se licenciar das atividades novamente.
Em 2008 o clube foi reativado e disputou a terceira divisão paranaense, mas não conseguiu o acesso para segunda divisão e novamente se licenciou das atividades.
Atualmente o clube trabalha apenas no futebol de base e revela jogadores para vários clubes do brasil.

## Títulos
- Campeão da Zona Setentrião (Norte Velho), habilitando a participar das finais do Campeonato Paranaense de Futebol (primeira divisão) em 1961
- Campeonato de Jacarezinho: 1941
- Campeonato paranaense do interior: 1948

## Campanhas de destaque
- Vice-Campeonato Paranaense: 1941[1], 1951[1] e 1954(Hugo, Diogo, Luis, Fina, Edgar, Oscar, Arnaldo, Ceci, Amarelinho, Geraldo, Fesceina, Bahia e Renato) [1]
- 3º lugar nos campeonatos paranaenses (primeira divisão) de: 1950[1], 1952[1] e 1956[1]
- Vice campeão da Copa Municipalidades do Paraná: 1953 perdendo na final para o Fluminense Football Club/RJ